# Газирана вода
Газираната вода (също сода) е вода, съдържаща въглероден диоксид под формата на газ, който се внася или по изкуствен път, или се образува чрез природни геологични процеси. Газирането включва образуване на малки мехурчета, което придава на водата пенлив характер.
Голяма част от газираните води съдържат разтворени минерали, като например калиев бикарбонат, натриев бикарбонат или калиев сулфат. Такива се срещат в някои естествени минерални води, но често се добавят изкуствено към водата за имитиране на естествен вкус. Различните газирани води се продават в бутилки или кенове, а някои се произвеждат и при поискване от системи за газиране в барове и ресторанти.
Счита се, че първият човек, газирал вода с въглероден диоксид, е Уилям Браунриг през 1740 г., макар той никога да не публикува труд по темата. Независимо от него, газирана вода случайно получава и Джоузеф Пристли през 1767 г., когато открива начин за инфузиране на вода с въглероден диоксид, след като окачва купа с вода над цистерна за бира в пивоварна в Лийдс, Англия. Той пише за „странното удовлетворение“, което получава, когато я пие, а през 1772 г. публикува труда си Насищане на вода с фиксиран въздух. През 1781 г. започва масовото производство на газирана вода с основаването на специализирани компании за производство на изкуствена минерална вода.

## Състав
Естествените и изкуствените газирани води могат да съдържат малко количество натриев хлорид, натриев бикарбонат, калиев бикарбонат, калиев цитрат, калиев сулфат или динатриев фосфат, в зависимост от продукта. Такива се срещат в природната минерална вода, но се добавят и изкуствено към комерсиалните води, за да се подражава на натуралния вкус.
Артезианските води на места като Михалково в Родопите, Меджитлия в Северна Македония и Зелтерс в Таунус, Германия, съдържат природно газирана минерална вода.

## Въздействие
Сама по себе си, газираната вода няма почти никакво въздействие върху човешкото здраве. И докато тя е в известна степен киселинна, тази киселинност като цяло се неутрализира от слюнката. Проучване е показало, че газираната минерална вода е леко по-разяждаща зъбите от негазираната, но все още е около 100 пъти по-малко ерозивна от повечето безалкохолни газирани напитки.
Газираната вода може да изостри симптомите на синдрома на раздразнените черва, поради изпускането на въглероден диоксид в храносмилателните пътища. Въпреки това, тя не оказва влияние върху гастроезофагеалната рефлуксна болест. Към момента съществуват непотвърдени доказателства, че газираната вода може да спомага при запек сред хора, претърпели инсулт.
Газираната вода има минимална енергийна стойност, дори в нея да са добавени минерали, витамини или изкуствени подсладители.

## Химия
Въглероден диоксид, разтворен във вода с ниска концентрация (0,2 – 1%), образува въглеродна киселина (H2CO3) чрез следната реакция:
{\displaystyle {\ce {H2O (l) + CO2 (g) <=> H2CO3 (aq)}}}
Именно тази киселина придава на водата леко кисел вкус. Нивото на киселиността между 3 и 4 е приблизително между ябълков сок и портокалов сок по киселинност. Нормалният здрав организъм поддържа равновесие на pH и не би бил засегнат от консумацията на чиста газирана вода.
Количеството газ, което може да се разтвори във вода, се описва от закона на Хенри. В процеса на газиране, водата се охлажда, в оптималния случай до малко над точката на замръзване, за да се увеличи количеството въглероден диоксид, което може да се разтвори в нея. По-високото налягане на газа и по-ниската температура водят до разтваряне на повече газ в течността. Когато температурата се повиши или налягането се понижи (както се случва при отваряне на опаковка с газирана вода), въглеродният диоксид се освобождава и започва да излиза от разтвора, което кара водата се разпенва.

## История
Смята се, че британецът Уилям Браунриг е първият човек, въвел изкуствено газираната вода в началото на 1740-те години, използвайки въглероден диоксид от рудници. През 1750 г. французинът Габриел Франсоа Венел също получава газирана вода, макар погрешно да разбира природата на газа, с който се получава газирането. През 1766 г. Хенри Кавендиш разработва аерационен апарат, който вдъхновява Джоузеф Пристли да проведе свои експерименти върху газираната вода.
През 1767 г. Пристли открива начин за инфузиране на водата с въглероден диоксид, когато окачва купа с вода над цистерна за бира в пивоварна в Лийдс. Въздухът, покриващ ферментиращата бира (наречен фиксиран въздух), е известен с това, че може да убива мишки. Пристли открива, че така получената вода има приятен вкус и я предлага на приятели като хладна и освежаваща напитка. През 1772 г. Пристли публикува труда си Насищане на вода с фиксиран въздух, в който описва капене на масло от сярна киселина върху тебешир, при което се образува въглерод диоксид, който се разтваря в купа с вода чрез бурно разбъркване. Пристли определя откритието си на газираната вода като най-щастливото му откритие.
Масовото производство на газирана вода започва през 1781 г. с основаването на компании, които се специализират в производството на изкуствена минерална вода. Първата фабрика е построена от манчестърския аптекар Томас Хенри. Той модифицира някои части на апарата на Пристли. Йохан Якоб Швепе разработва процес за производство на бутилирана газирана вода, базиран на метода на Пристли, като така основава компанията Швепс в Женева през 1783 г. Швепс считат Пристли за „баща на своята индустрия“.
Съвременната газирана вода се прави чрез вкарване на въглероден диоксид под налягане във водата. Налягането увеличава разтворимостта и позволява да се разтвори повече въглероден диоксид, отколкото иначе би било възможно при нормално атмосферно налягане. Когато бутилката се отвори, налягането спада, при което газът започва да излиза и се образуват характерните мехурчета.

## Употреба
Газираната вода е важна съставка в газираните безалкохолни напитки – сладки напитки, които обикновено са съставени от газирана вода, подсладител и аромат, като например кола или оранжада. Чистата газирана вода често се консумира като заместител на сладките безалкохолни напитки.
Използва се и за разреждане на силни алкохолни напитки – налива се най-отгоре и придава газирано усещане. Добавянето на газирана вода към „къси“ питиета ги разрежда и ги прави „дълги“. Газираната вода е необходима съставка в много коктейли, включващи уиски, бренди и Кампари.
Все по-често се използва газирана вода и в кулинарията, където тя придава по-мека текстура на тестото в сравнение с обикновената вода. Образуват се джобчета с въглероден диоксид в тестото, които допълнително се разширяват при печене.